# Саут-Лорел (Меріленд)
Саут-Лорел (англ. South Laurel) — переписна місцевість (CDP) в США, в окрузі Графство принца Георга штату Меріленд. Населення — 29 602 особи (2020).

## Географія
Саут-Лорел розташований за координатами 39°3′41″ пн. ш. 76°50′46″ зх. д. / 39.06139° пн. ш. 76.84611° зх. д. (39.061491, -76.846206).  За даними Бюро перепису населення США в 2010 році переписна місцевість мала площу 21,19 км², з яких 21,10 км² — суходіл та 0,09 км² — водойми.

## Демографія
Згідно з переписом 2010 року, у переписній місцевості мешкало 26 112 осіб у 9787 домогосподарствах у складі 6199 родин. Густота населення становила 1232 особи/км².  Було 10502 помешкання (496/км²).
Расовий склад населення:
| - 60,9 % — чорних або афроамериканців - 23,2 % — білих - 5,2 % — азіатів - 0,3 % — корінних американців - 6,6 % — осіб інших рас |

До двох чи більше рас належало 3,7 %. Частка іспаномовних становила 13,5 % від усіх жителів.
За віковим діапазоном населення розподілялося таким чином: 26,5 % — особи молодші 18 років, 66,2 % — особи у віці 18—64 років, 7,3 % — особи у віці 65 років та старші. Медіана віку мешканця становила 32,3 року. На 100 осіб жіночої статі у переписній місцевості припадало 89,9 чоловіків;  на 100 жінок у віці від 18 років та старших — 85,9 чоловіків також старших 18 років.
Середній дохід на одне домашнє господарство  становив 84 848 доларів США (медіана — 68 358), а середній дохід на одну сім'ю — 98 951 долар (медіана — 82 948). Медіана доходів становила 54 187 доларів для чоловіків та 49 896 доларів для жінок. За межею бідності перебувало 8,1 % осіб, у тому числі 10,4 % дітей у віці до 18 років та 5,1 % осіб у віці 65 років та старших.
Цивільне працевлаштоване населення становило 14 040 осіб. Основні галузі зайнятості: освіта, охорона здоров'я та соціальна допомога — 25,5 %, науковці, спеціалісти, менеджери — 14,4 %, публічна адміністрація — 10,8 %, роздрібна торгівля — 8,3 %.